# 伊布拉施陶湖
50°49′5″N 9°31′43″E / 50.81806°N 9.52861°E

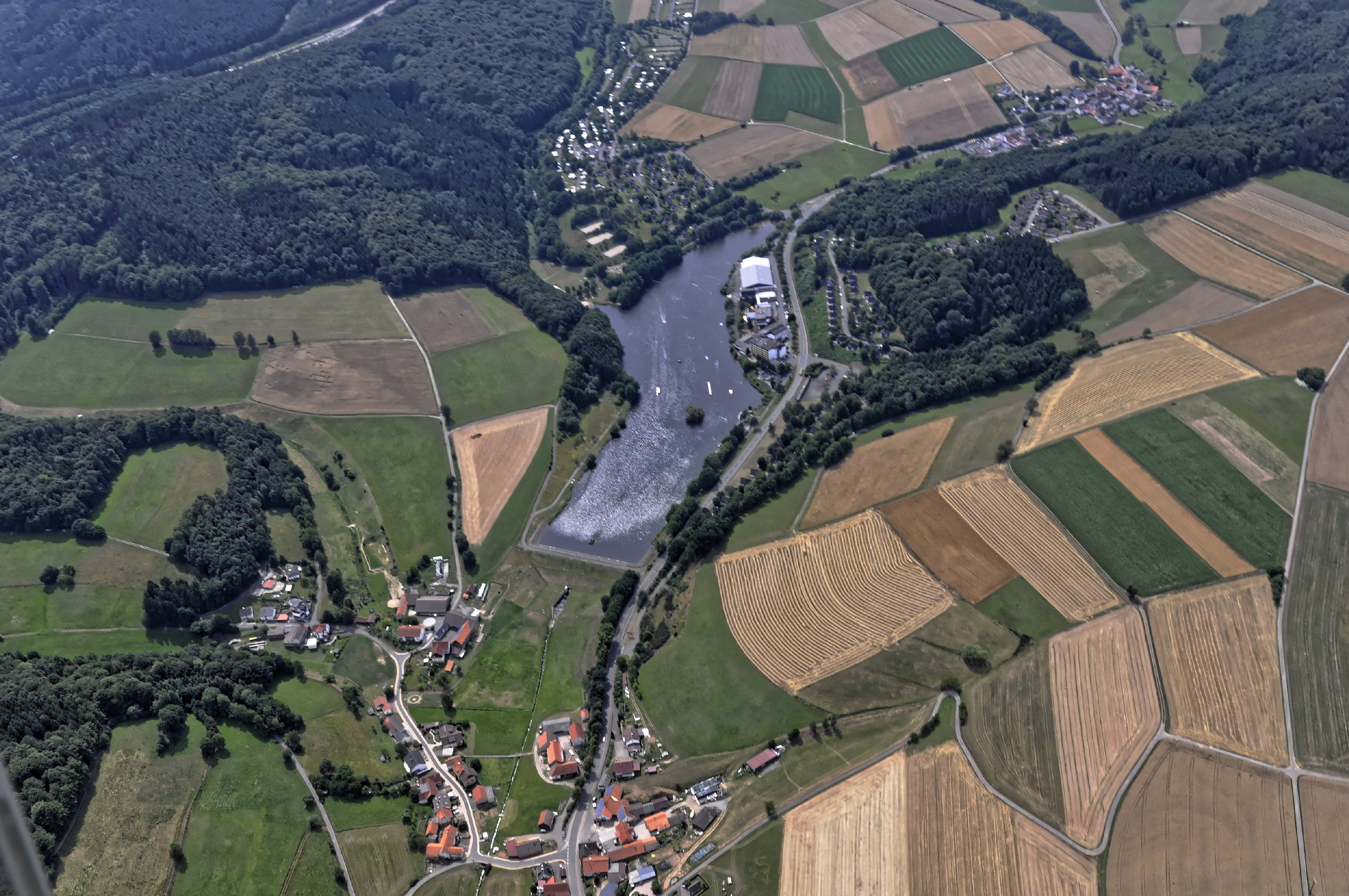

伊布拉施陶湖（德語：Ibrastausee），是德國的水庫，位於該國中部，由黑森州負責管轄，處於基希海姆，長0.8公里、寬0.1公里，面積0.09平方公里，水體容量40萬立方米。